# Hydraena intermedia
Hydraena intermedia är en skalbaggsart som beskrevs av Wilhelm Gottlob Rosenhauer 1847. Hydraena intermedia ingår i släktet Hydraena och familjen vattenbrynsbaggar. Inga underarter finns listade i Catalogue of Life.